# Dirk Scheele
Dirk Gustaaf Scheele (Blaricum, 7 augustus 1972) is een Nederlandse gitarist, zanger, liedjesschrijver, acteur en radio-dj gespecialiseerd in muziek voor jonge kinderen van ongeveer 2 tot en met 8 jaar. Zijn liedjes behandelen alledaagse onderwerpen die herkenbaar zijn voor kinderen, zoals de speeltuin, vakantie, de kinderboerderij, verkleedpartijen en dieren. 
Zijn muziekstijl bevat invloeden uit diverse genres, waaronder rockmuziek, folkrock, blues, rap, reggae en Latijns-Amerikaanse muziek zijn hoorbaar. Scheele maakt gebruik van zowel traditionele muziekinstrumenten als alledaagse voorwerpen; zoals pannen, emmers, sleutelbossen en toetertjes om geluidseffecten te creëren. In zijn theatervoorstellingen, video’s en livestreams zet hij regelmatig handpoppen in om de interactie met kinderen te vergroten en zijn verhalen op speelse wijze tot leven te brengen.

## Biografie
Scheele volgde de opleiding tot muziektherapeut aan de Jelburg in Baarn. Daarna werd hij muziektherapeut voor kinderen met een beperking. Voor hen schreef hij zijn eerste kinderliedjes. De liedjes sloegen aan, ook buiten zijn werk. Daarom maakte Scheele de overstap naar het theater.

## Werk
In zijn theatervoorstellingen speelt hij gitaar en diverse andere instrumenten, maar maakt ook muziek met bestek, sleutelbossen, gereedschap en speelgoed. Scheele maakte diverse programma's voor Nickelodeon (Nick Jr), zoals "Huis-, tuin- en keukenavonturen" en ‘Op Stap met Dirk Scheele’ met gastrollen van onder anderen Jeroen van der Boom, Kathleen, Karin Bloemen en Hakim. Daarnaast werd door Z@ppelin geregeld de registratie van zijn theatervoorstelling Dikkie Dik en zijn vriendjes uitgezonden. Scheele heeft cd's, dvd's, tv-series, boeken, een bioscoopfilm en YouTube video's gemaakt. 
Hij zingt zijn liedjes voornamelijk in het Nederlands onder de naam Dirk Scheele, maar brengt ook vertaalde versies uit in het Engels (onder de naam Dirk Scheele Children's Songs) en in het Duits (Dirk Scheele Kinderlieder). Hij treedt hoofdzakelijk op in Nederland en België, maar heeft met zijn meertalige kinderliedjes eveneens opgetreden in onder andere Denemarken, Spanje, Maleisië, Singapore, Duitsland, Engeland en China. 
Scheele werkt geregeld met anderen samen. Een overzicht:

### 2008
- Samen met Jet Boeke maakte Dirk het cd-boek Dikkie Dik- Limonade met prik (2008).
- Voor Educatieve Uitgeverij Malmberg maakte Dirk bij een lespakket de cd Kleuterplein.
- Samen met illustrator Thé Tjong-Khing maakte Dirk het luisterboek De Sprookjesverteller.

### 2009
- Scheele schreef in opdracht van Dettol handzeep het nationale handenwaslied ‘Handen wassen’. De bijbehorende videoclip is op YouTube meer dan 300.000 bekeken. De reclamecampagne heeft de Europese gouden Sabre Award gewonnen.
- De Volkskrant gaf de succesvolle verzamelbox De liedjesbox uit met illustraties van Harmen van Straaten.
- Dirk Scheele maakte de televisieserie Huis-, tuin- en keukenavonturen, die dagelijks werd uitgezonden op Nickelodeon (Nick Jr.).

### 2010
- Hij schreef ‘Het Insmeerlied’ voor de campagne veilig zonnen van het KWF.
- Al eerder maakte Scheele voor Educatieve Uitgeverij Malmberg de cd Kleuterplein. Deze wordt aangevuld door Scheeles cd Peuterplein.

### 2011
- ‘Hou je mond gezond’ schreef Scheele voor de gelijknamige campagne voor de Nederlandse Vereniging voor Mondgezondheid.
- Scheele maakte het tweede deel van televisieserie 'Huis-, tuin- en keukenavonturen' welke dagelijks door Nickelodeon (Nick Jr) werd uitgezonden. De liedjes verschenen op CD.

### 2012
- Jet Boeke en Dirk Scheele sloegen opnieuw de handen ineen en brachten het cd-boek Dikkie Dik en zijn vriendjes uit. Dit project resulteerde in een theatertour met diverse poppenspelers.

### 2014
- Voor Boekstart en Stichting Lezen maakte Dirk de BabyCd Huggyduggybuggy.
- Samen met de Haarlem Kids nam Dirk voor Serious Request het lied ‘We zingen voor vrijheid’ op.
- Scheele zingt en speelt mee op het album 'Anders' van Hippe Gasten met het nummer 'Ik heb liever niet dat je naar me kijkt'.

### 2015
- Jet Boeke en Dirk Scheele sloegen opnieuw de handen ineen en brachten het cd-boek Lekker weertje, Dikkie Dik uit. Dit project mondde uit in een theatertour met diverse poppenspelers.
- Scheele maakte het tweede deel van de televisieserie Op Stap met Dirk Scheele, die dagelijks werd uitgezonden op Nickelodeon (Nick Jr.). De liedjes uit de serie verschenen ook op cd.

### 2016
- Nadat Scheele Sinterklaas al meerdere jaren muzikaal heeft ontvangen tijdens de Amsterdamse intocht besluit hij met een eigen Sinterklaasvoorstelling Pepernotenpret te touren. Vergezeld door een rock 'n roll (roetveeg)pietenband en Sinterklaas brengt Scheele zijn Sinterklaasliedjes van de gelijknamige cd Pepernotenpret ten gehore.

### 2017
- In 2017 bracht Dirk een Duitstalige cd en Engelstalige cd uit genaamd Neue deutsche Kinderlieder Vol.1 respectievelijk New Children’s Songs Vol.1.

### 2018
- In 2018 vierde Scheele zijn 25-jarige jubileum met zijn Feest!!!-tour.
- Ook ter gelegenheid van dit jubileum bracht Scheele zijn eerste bioscoopfilm uit in juli, getiteld ‘Op stap met Dirk Scheele’. Onder andere Anky van Grunsven, Mylène & Rosanne, Peter Lusse en Joes Boonen vertolkten een gastrol in deze film. Van de film is ook een cd uitgebracht die ‘Op stap met Dirk Scheele – Liedjes uit de bioscoopfilm’ heet.

### 2019
- In april 2019 werd Scheele ambassadeur van de landelijke Kindermuziekweek.
- Dirk nam eind 2019 het ambassadeurschap voor Muziekids in ontvangst.
- In december bereikte Dirk 50.000 abonnees op zijn eigen YouTubekanaal.
- Hij bracht het album In Holland staat een huis uit, met eigen bewerkingen van traditionele kinderliedjes, en tourde daarmee met een band langs diverse theaters.
- In de zomer trad Scheele op met zijn Duitstalige liedjes tijdens het grote Bardentreffen-festival in Neurenberg (Duitsland), samen met kinderartiest Geraldino en diens band, voor een publiek van 2.000 mensen.

### 2020
- Tijdens de coronaperiode startte Dirk Scheele een dagelijks YouTube-programma vanuit zijn eigen studio en ging wekelijks live op Facebook.
- Hij verscheen als muzikale gast in diverse online livestreamshows van (bekende) kinderartiesten uit onder andere de Verenigde Staten, Australië en Duitsland. Ook werkte hij online mee aan meerdere liedjes en video’s van buitenlandse kinderartiesten, waarvan de opbrengst ten goede kwam aan goede doelen.
- Rond Koningsdag in deze periode werd hij benoemd tot Ridder in de Orde van Oranje-Nassau, als erkenning voor zijn inzet voor goede doelen.

### 2021
- Hij bracht het album In de Jungle uit, met liedjes over het populaire aapje Japie het Apie; een personage dat hij zelf heeft bedacht en dat inmiddels ook te zien is in een eigen YouTube-serie. Met de liedjes van In de Jungle tourde hij, samen met een band en poppenspelers, langs diverse theaters.
- Dirk Scheele ging een samenwerking aan met Voetjebal, een organisatie die voetballessen aanbiedt voor jonge kinderen. Samen brachten zij een aantal nummers uit, waaronder Voetjebal, Samen kleuren we oranje en Dribbelen.
- Daarnaast maakte hij een serie educatieve YouTube-video’s in samenwerking met Meester Sander.

### 2022
- Scheele ging 12 februari aan de slag als dj bij Hallokids Radio.[2] Hij presenteert er sindsdien 'De Dirk Scheele Show', waarin hij nummers van zichzelf en anderen draait, en enkele nummers live ten gehore brengt.[3]
- Hij was de eerste winnaar van de  Willem Wilminkoeuvreprijs de Buma Kindermuziekprijs.
- In samenwerking met het Oogfonds bracht hij de single en videoclip Sporten met je ogen uit.
- Samen met Love Piet en Party Piet Pablo bracht hij de singles De Pieten Stopdans en De Pieten Pokie uit.

### 2023
- In de zomer tourde Dirk Scheele enkele weken met zijn Engelstalige liedjes langs theaters in Chengdu en Shanghai, China.
- Hij bracht het nummer Als ik sterren zie uit in samenwerking met Stichting Nooit Voorbij - een troostliedje voor kinderen die een broertje of zusje zijn verloren.
- Samen met Jeroen Schipper en Meester Sander bracht hij de single en videoclip Tellen uit. Daarnaast zong en speelde Dirk mee op het nummer O no! van Jeroen Schipper.

### 2024
- Dirk Scheele startte een samenwerking met het bekende educatieve animatiekanaal StoryZoo. Deze samenwerking resulteerde in een theatertour, een album in drie talen (Nederlands, Engels en Duits), en meerdere animatievideo’s.
- Hij werd ambassadeur van De Liedjesfabriek, een organisatie die samen met kinderen in het ziekenhuis liedjes schrijft. Met hen bracht hij de single Doe je met ons mee (Welkom in de Liedjesfabriek) uit.
- In samenwerking met Schildje bracht hij de single Stop, hou op uit, bedoeld om kindermishandeling op een laagdrempelige manier bespreekbaar te maken.
- Er verscheen ook de Sinterklaassingle Linkerbeen, Rechterbeen, in samenwerking met Party Piet Pablo.
- Dirk bracht zijn tweede Engelstalige en Duitstalige album uit, getiteld New Children's Songs en Neue deutsche Kinderlieder.
- In december bereikte Dirk 80.000 abonnees op zijn eigen YouTube-kanaal en 400.000 maandelijkse luisteraars op Spotify.

### 2025
- Samen met de in België bekende Kapitein Winokio bracht Dirk Scheele het nummer De Plastic Piraten uit, over plasticvervuiling in de zee.

## Bands

### Whroumm
Scheele speelde gitaarrock in de rockband "Whroumm". De band bracht de cd "Dark side of town" uit en speelde in radioprogramma's zoals Leidsekade Live. De band was te horen op verschillende Amerikaanse en Canadese radiostations. In een enquête van de Nieuwe Revu onder Nederlandse top- en subtopbands stond Scheele (samen met zijn broer Christiaan Scheele) op een gedeelde derde plaats in de categorie Nederlands Beste Gitarist.

### Guitar Fever
Scheele speelt ook in Guitar Fever. Een rockcoverband met nummers van onder anderen Pink Floyd, Jimi Hendrix, The Doors, Lenny Kravitz, U2 en Deep Purple.

## Discografie

### Cd's
- De Liedjesspeeltuin (deel 1, 2, 3 en 4)
- Vier, drie, twee, één (met de Liedjesband)
- Warme handen, koude voeten (met de Liedjesband)
- Vroem vroem (met de Liedjesband)
- Dikkie Dik – limonade met prik
- DolFijne liedjes
- Kleuterplein
- Z’n leukste liedjes
- De sprookjesverteller
- Pepernotenpret
- Huis, tuin en keukenliedjes (deel 1 en 2)
- Alle 40 goed
- Dikkie Dik en zijn vriendjes
- Lekker weertje Dikkie Dik
- Op stap met Dirk Scheele
- Op stap met Dirk Scheele (Ga je mee?)
- Huggyduggybuggy en andere babyliedjes
- New Children's songs Vol.1
- Neue deutsche Kinderlieder Vol.1
- Op stap met Dirk Scheele – Liedjes uit de bioscoopfilm
- In Holland staat een Huis
- In de Jungle
- Bibber, bibber, bibber
- New Children's songs Vol.2
- Neue Deutsche Kinderlieder Vol.2
- Dirk & StoryZoo
- Dirk Scheele Kinderlieder & StoryZoo
- Dirk Scheele Children's Songs & Story Zoo
- Vakantieliedjes

### Dvd's
- Dirk Scheele en Peter in het Liedjesbos
- Hé kijk 's (met de Liedjesband)
- Vroem Vroem (met de Liedjesband)
- Huis, tuin en keukenavonturen (deel 1 en 2)
- Op stap met Dirk Scheele (deel 1 en 2)
- Op stap met Dirk Scheele – De bioscoopfilm
- Dikkie Dik en zijn vriendjes
- Lekker weertje, Dikkie Dik

| Dvd's met hitnoteringen in de Nederlandse Music Top 30 | Datum van verschijnen | Datum van binnenkomst | Hoogste positie | Aantal weken | Opmerkingen |
| ------------------------------------------------------ | --------------------- | --------------------- | --------------- | ------------ | ----------- |
| Huis, tuin en keukenliedjes                            | 2009                  | 31-10-2009            | 15              | 14           |             |
| Op stap met Dirk Scheele – Op het strand               | 2016                  | 09-07-2016            | 22              | 3            |             |